# Romanca (singel Kraljevi ulice i 75 Cents)
Romanca – utwór chorwackiego kolektywu Kraljevi ulice i 75 Cents, który został wydany w 2008 roku. Piosenkę napisał Miran Hadži Veljković. Utwór znalazł się na płycie Kraljevi ulice zatytułowanej Zemlja pleše z 2008 roku.
W 2008 roku utwór został zakwalifikowany do stawki chorwackich eliminacji eurowizyjnych Dora 2008. 22 lutego z pierwszego miejsca awansował do organizowanego dzień później finału. Zdobył w nim drugie miejsce w głosowaniu telewidzów oraz największe poparcie jurorów, dzięki czemu wygrał, zostając tym samym utworem reprezentującym Chorwację w 53. Konkursie Piosenki Eurowizji organizowanym w Moskwie. 22 maja został wykonany w drugim półfinale konkursu i z czwartego miejsca awansował do sobotniego finału. Zajęli w nim 21. miejsce z dorobkiem 44 punktów. 
17 marca 2008 roku w serwisie YouTube premierę miał oficjalny teledysk do utworu.

## Lista utworów
CD single
1. „Romanca” (Eurosong Version)
2. „Romanca” (Russian Version)
3. „Romanca” (Eddy Meets Yanna Mix)
4. „Romanca” (Eddy Meets Yanna Dub)
5. Oficjalny teledysk do utworu „Romanca”

## Notowania na listach przebojów
| Kraj      | Lista (2008)          | Miejsce |
| --------- | --------------------- | ------- |
| Chorwacja | Croatian Top 20 Chart | 2       |